# Alalgar
Alalgar (sum. á.làl.ĝar) – według Sumeryjskiej listy królów drugi z legendarnych władców sumeryjskich, który panować miał przed potopem w mieście Eridu przez 36000 lat.